# Alfredas Stasys Nausėda
Alfredas Stasys Nausėda (* 1950 in Stubriai, Rajongemeinde Šilutė) ist ein litauischer Politiker. Zum Seimas gelangte er mit der Partei Lietuvos valstiečių ir žaliųjų sąjunga.

## Leben
1969 absolvierte Alfredas Stasys Nausėda das Agrartechnikum in Rietavas und 1976 das Diplomstudium der Mechanik an der Lietuvos žemės ūkio universitetas (jetzt Aleksandro Stulginskio universitetas) bei Kaunas.
Er arbeitete in Juknaičiai und Rusnė bei Šilutė.
Von 1995 bis 1997 und von 2015 bis 2016 war er Ratsmitglied der Rajongemeinde Šilutė.
Ab 1990 war er Mitglied der Lietuvos demokratinė darbo partija, ab 2001 Lietuvos socialdemokratų partija.

## Familie
Alfredas Stasys Nausėda ist verheiratet und mit seiner Frau Vitalija hat vier Kinder.